# Chiesa cattolica in Mongolia
La Chiesa cattolica in Mongolia è parte della Chiesa cattolica universale, in comunione con il vescovo di Roma, il Papa.

## Storia

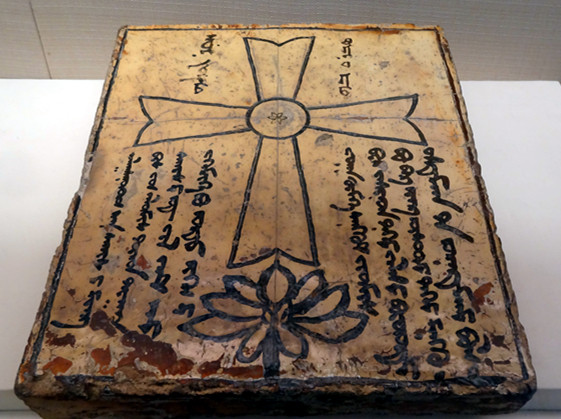
Epitaffio di una tomba nestoriana risalente al XIII secolo, (Chifeng, Mongolia Interna, Cina)

I primi contatti tra i Mongoli e il cristianesimo sono avvenuti in tempi molto antichi. Il nestorianesimo raggiunse la Cina fin dal VI o VII secolo e comunità nestoriane furono incontrate anche da Marco Polo.
Religiosi francescani raggiunsero la Mongolia nel XIII secolo (Giovanni da Pian del Carpine, Guglielmo di Rubruck).
Con il trasferimento della capitale mongola da Karakorum a Khān Bālīq (oggi Pechino), e più tardi con la conquista della stessa Karakorum da parte della dinastia Ming, la Mongolia divenne, dal punto di vista politico e anche religioso, un'appendice della Cina, di cui fu primo vescovo cattolico Giovanni da Montecorvino (morto a Pechino nel 1328 e tra l'altro traduttore del Nuovo Testamento in lingua uigura).
Nel 1911 la Mongolia ottenne l'indipendenza dalla Cina. Da questi anni ebbe inizio anche la missione specificamente destinata alla nazione mongola nel senso moderno della parola. Il 14 marzo 1922 venne eretta una missione sui iuris per la Mongolia, che papa Giovanni Paolo II trasformò, l'8 luglio 2002, nella prefettura apostolica di Ulan Bator. A quella data la chiesa contava 114 fedeli, fra cui 2 sacerdoti, 7 religiosi e 17 suore.
Il primo vescovo della Mongolia è stato il filippino Wenceslao Selga Padilla (2003-2018). Il 28 agosto 2016 è stato ordinato il primo sacerdote cattolico nativo della Mongolia, Joseph Enkh Baatar.
Dal 31 agosto al 4 settembre 2023 la Mongolia è stata oggetto della visita di papa Francesco, primo papa a recarsi nel Paese asiatico.

## Situazione
I fedeli raccolti nella prefettura apostolica di Ulan Bator formano una delle più piccole comunità cattoliche dell'Asia.
Sebbene ufficialmente vi siano sole 9 parrocchie, la prefettura comprende diverse missioni nel paese. Nel 2011 i cattolici censiti in tutto il Paese erano 760, saliti a 835 nel 2012 e a 1.394 nel 2021.

## Nunziatura apostolica
Santa Sede e Mongolia intrattengono relazioni diplomatiche dal 4 aprile 1992.

### Nunzi apostolici
- John Bulaitis † (8 settembre 1992 - 25 marzo 1997 nominato nunzio apostolico in Albania)
- Giovanni Battista Morandini † (23 aprile 1997 - 6 marzo 2004 nominato nunzio apostolico in Siria)
- Emil Paul Tscherrig (17 giugno 2004 - 26 gennaio 2008 nominato nunzio apostolico in Danimarca, Finlandia, Islanda, Norvegia e Svezia)
- Osvaldo Padilla (12 aprile 2008 - 15 settembre 2017 ritirato)
- Alfred Xuereb (26 febbraio 2018 - 19 giugno 2023 dimesso)
- Giovanni Gaspari, dal 2 marzo 2024